# 撞球場

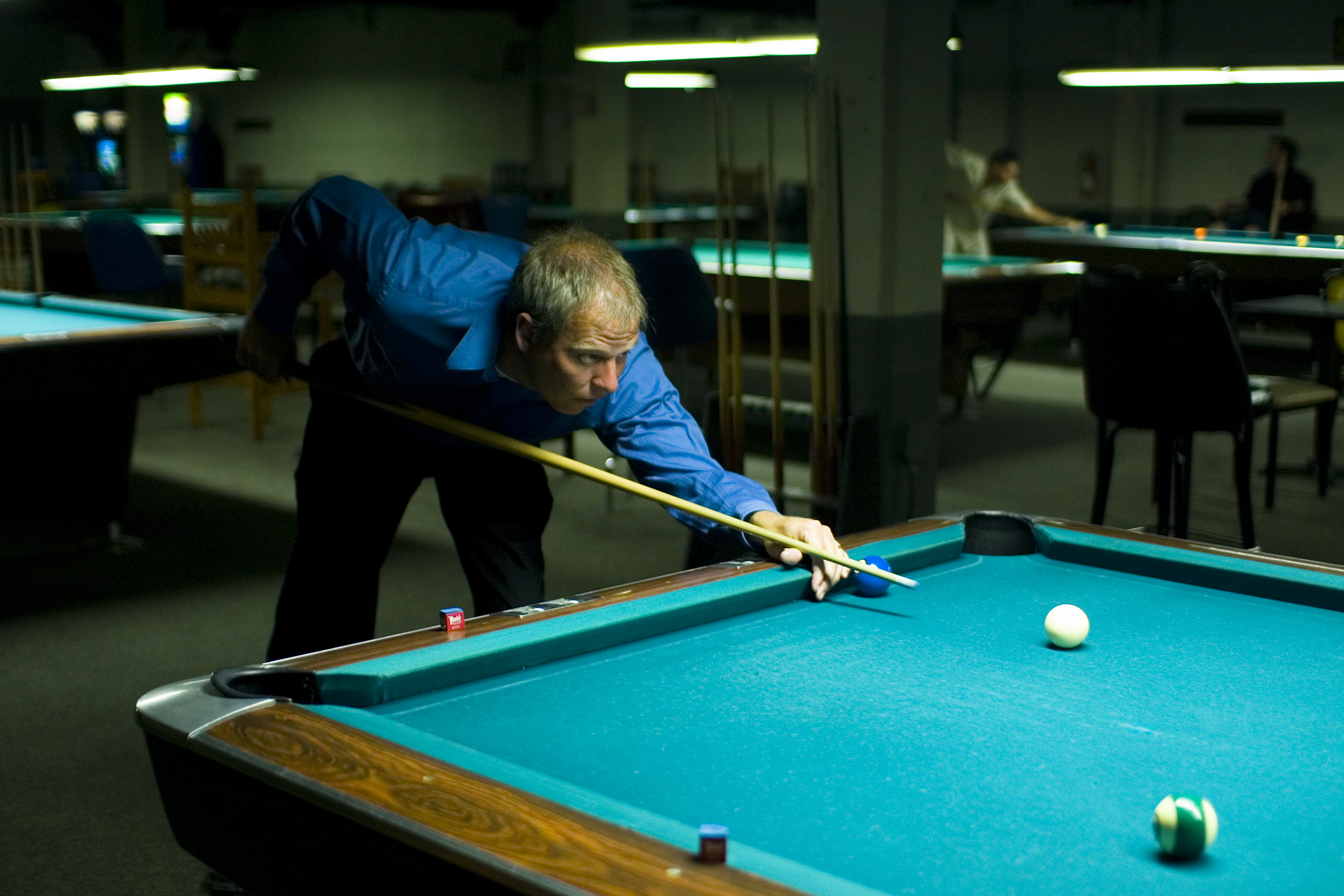
映画『ハスラー2』の撮影にも使用されたシカゴの撞球場クリスズ・ビリヤード (Chris's Billiards)。

撞球場（どうきゅうじょう）、ないし、ビリヤード場（ビリヤードじょう）は、ポケット・ビリヤード、スヌーカー、キャロム・ビリヤード（四つ球など）といったビリヤード競技をおこなうために人々が集まる場所。こうした施設では、一般的に酒が提供され、また、ゲームコーナーやスロットマシン、カードゲーム、ダーツ、テーブル・フットボール、その他のゲームが備えられていることも多い。中には、ボウリング・アレー（ボウリングレーン）が付設されていたり、一体化しているところもある。

## 歴史
ビリヤードは、もともと屋外の芝生の上で興じられていたクロッケーのような競技の屋内版として発展したものであった。もっぱらビリヤード競技をするための場所が登場するのは19世紀のことであり、20世紀初めには撞球場は世界各国で一般的なものとなっており、1915年のシカゴには830か所の撞球場があった。
特に、1950年代や1960年代の北アメリカでは、多くの人々が撞球場、特にポケット・ビリヤード場を社会的な悪と見なすようになっており、撞球場に規制をかける様々な法律が設けられ、入場への年齢制限や、賭博行為や酒類販売の制約が課せられた。1957年のヒット・ミュージカル『The Music Man』のなかで歌われた楽曲「Trouble」は、こうした偏見を風刺しており、一方でキャロムビリヤードを「判断力、頭脳、成熟」を要するゲームだとしながら、これに対置されたポケット・ビリヤードを怠惰、賭博、喫煙、好色の入口だと断じている。1990年代になると、世間の目は、さほど厳しいものではなくなった。
2010年代の時点では、競合する娯楽施設が増加したことや、オンラインで賭博ができるようになったことで、アメリカ合衆国では撞球場の経営から上がる収入は大幅に減少してきている。一方、大韓民国では、長年衰退していた撞球場の人気が再燃している。